# Villa Griffone
Villa Griffone si trova presso Sasso Marconi e fu la residenza di Guglielmo Marconi.

## Storia
Acquistata a metà Ottocento, Villa Griffone fu la residenza elettiva della famiglia Marconi dove Guglielmo passerà la maggior parte della sua vita fino alla maggiore età. Proprio a Villa Griffone compì i suoi primi esperimenti di trasmissione elettromagnetica (1895), come riportato anche su una lapide collocata sulla facciata della villa. 
Grazie agli appoggi dei parenti inglesi, Marconi continuò le sue esperienze nel Regno Unito dove il suo sistema di telegrafia senza fili venne sviluppato fino ad affermarsi su scala mondiale. In oltre 40 anni di attività scientifica ed imprenditoriale Marconi divenne simbolo vivente della radio.

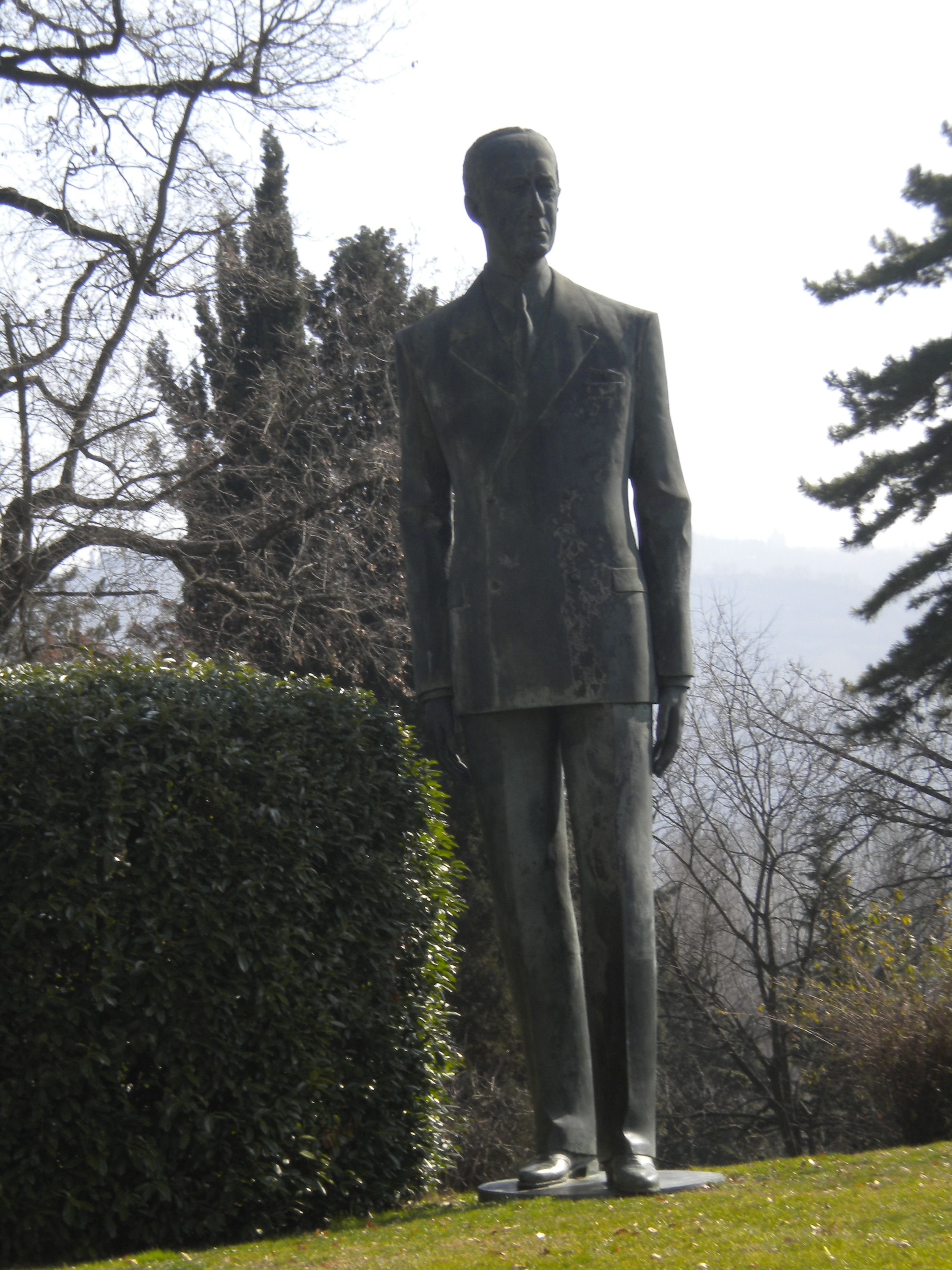
Statua in bronzo di Guglielmo Marconi, opera dello scultore Antonio Berti (1974), Parco di Villa Griffone

Alla morte dello scienziato nel 1937, la villa fu donata dai famigliari alla Fondazione Marconi, costituita nel 1938 per tenere vivo il ricordo storico e scientifico del padre delle radiocomunicazioni. Parti integranti del patrimonio della fondazione sono la biblioteca e l'archivio. 
Fra le recenti acquisizioni, di estremo rilievo è la donazione del fondo Catania-Meucci, importante archivio contenente tutte le carte note e quelle non ancora divulgate che hanno permesso all'ingegnere Basilio Catania di ottenere dalla Corte suprema degli Stati Uniti d'America nel 2002 il riconoscimento a Antonio Meucci della priorità dell'invenzione del telefono (1854) precedentemente accreditata allo scienziato scozzese Alexander Graham Bell.
La villa ospita anche il Museo Marconi, dedicato alle origini e agli sviluppi delle radiocomunicazioni. Grazie all'integrazione di apparati storici, ipertesti, filmati e dispositivi interattivi, il visitatore ha la possibilità di ripercorrere le vicende che hanno caratterizzato la formazione, la vita e l'attività di imprenditore di Guglielmo Marconi nella Compagnia che egli fondò nel 1897 e che tuttora porta il suo nome.
Il momento centrale della visita è la cosiddetta "stanza dei bachi" (per le culture che qui si allevavano): accolti dalle parole di Marconi, si entra nel laboratorio in cui il giovane aspirante inventore mosse i primi passi "giocando" con l'elettricità per poi arrivare, pochi anni dopo, alla grande intuizione della possibilità  di comunicare senza fili a grande distanza, superando ostacoli naturali, il primo dei quali fu la collina dei Celestini posta di fronte alla finestra del suo laboratorio.
Nel parco si trovano il busto di Guglielmo Marconi dello scultore Arturo Diazzi (1941) e la statua in bronzo raffigurante lo scienziato, alta 8 metri, realizzata dallo scultore Antonio Berti (1974), la ricostruzione dell'antenna utilizzata nei suoi esperimenti, una parte del panfilo Elettra e il Mausoleo di Guglielmo Marconi, opera di Marcello Piacentini, dove riposa il grande inventore dal 1941.
Nella storica sede di Villa Griffone operano ricercatori, oltre che della Fondazione Marconi, anche del Dipartimento di Elettronica Informatica e Sistemistica dell'Università di Bologna e della Fondazione Ugo Bordoni, operante nelle telecomunicazioni.
Lo stanziamento di tre milioni di euro per la valorizzazione del monumento nazionale di Villa Griffone e dell’annesso mausoleo che ospita la tomba di Guglielmo Marconi è stato inserito nel piano strategico Grandi progetti Beni culturali 2025 del Ministero della cultura.